# Mauricio Molina Cardona
Mauricio Molina Cardona (n. Ciudad de México, 11 de abril de 1959 - 13 de junio de 2021) fue un escritor y cuentista mexicano reconocido con varios premios literarios a nivel nacional, entre ellos obtuvo el Premio Nacional de Novela José Rubén Romero en 1991 por Zona vedada, publicada dos años después con el título de Tiempo lunar, y el Premio Nacional de Cuento San Luis Potosí en 2000 por Fábula rasa.

## Biografía
Mauricio Molina nació el 11 de abril de 1959 en la Ciudad de México. Estudió la licenciatura en Lengua y Literaturas Hispánicas en la Facultad de Filosofía y Letras de la Universidad Nacional Autónoma de México (UNAM). Al mismo tiempo, estudió inglés y literatura inglesa en el Instituto Anglomexicano de Cultura; además de estudiar Lengua y Literatura Inglesa en esa institución, que es una representación escolar del British Council (Consejo Británico). También estudió francés y Lengua y Literatura Francesa en el Instituto Francés de América Latina (IFAL). 
Junto con Margo Glantz en el INBA, Molina participó en el proyecto “La guía de forasteros”, publicación en 5 volúmenes sobre la literatura, la vida cotidiana y la historia de México en los siglos XVIII y XIX.
Su labor profesional siempre estuvo relacionada con la educación y la difusión de la cultura: fue catedrático de literatura de la Universidad Iberoamericana y de la Universidad del Claustro de Sor Juana, así como miembro fundador, junto con la escritora Cristina Rascón y Carmina Jiménez, de Skribalia: Escuela Global de Escritores en Línea, primera escuela mexicana de escritores totalmente en línea, donde fue profesor del taller de cuento y promotor activo de la apertura gratuita de Skribalia durante la cuarentena del 2020.
Molina fue coordinador del departamento de Voz Viva de la Dirección de Literatura de la UNAM, que está a cargo de la producción y grabación de la serie «Voz Viva de México», que reproduce en discos compactos las lecturas de fragmentos de obras literarias en la voz de sus propios autores; y jefe de redacción de la Revista de la Universidad de México de la UNAM. También colaboró con textos y artículos en diferentes medios impresos nacionales como: Biblioteca de México, «El Ángel» —suplemento del periódico Reforma—, El Sol de México, «La Cultura en México» —suplemento de la revista Siempre!—, Letras Libres, Luna Córnea,  «Revista Mexicana de Cultura» —suplemento de El Nacional—, «Sábado» —suplemento de Unomásuno—, Tierra Adentro  y Vuelta. Es uno de los exponentes de la literatura fantástica en México, considerado por el crítico Sergio González Rodríguez como «el mejor escritor de lo fantástico en la literatura mexicana».

## Premios y reconocimientos
Mauricio Molina recibió el Premio de Poesía de la Revista Punto de Partida de la Universidad Nacional Autónoma de México en 1982; el Premio Nacional de Novela José Rubén Romero en 1991 por Zona vedada, otorgado por el Gobierno del Estado de Michoacán y el Instituto Nacional de Bellas Artes (INBA); el Premio Nacional de Cuento San Luis Potosí en 2000 por Fábula rasa, concedido por el Gobierno del Estado de San Luis Potosí y el INBA; y el Premio Nacional de Ensayo Abigael Bohórquez en 2003 por Último siglo. Pasajeros de la Literatura del siglo XX, otorgado por el Centro Cultural Tijuana y el Fondo Regional para la Cultura y las Artes del Noroeste.
Además fue acreedor de la beca del Fondo Nacional para la Cultura y las Artes del Conaculta en 1990 y miembro del Sistema Nacional de Creadores de Arte (FONCA) desde  2004.

## Obra
Desde la publicación de Tiempo lunar (1993), la crítica literaria ha catalogado a Mauricio Molina como un referente de la literatura fantástica, debido a los temas abordados en sus novelas y cuentos, donde rebasa los límites de lo real y lo sobrenatural; además, mezcla los géneros de lo fantástico, como el relato policiaco, la ciencia ficción, el horror y el suspenso.
En sus relatos, Molina suele usar la intertextualidad para llevar la historia a otros confines narrativos, otorgando una perspectiva al lector sobre el espacio y las situaciones que atraviesan los personajes en su obra.
Las referencias a libros sagrados y antiguos, permiten un diálogo entre lo antiguo y lo moderno, indaga en asuntos metafísicos, físicos y científicos, sus textos contienen un enriquecimiento intelectual sin igual.
De acuerdo con el analítico Gabriel Trujillo Muñoz, en su libro “Biografías del futuro: la ciencia ficción mexicana y sus autores”, Mauricio Molina fue el primer autor de ciencia ficción mexicana, con su novela “Tiempo lunar” (1993), donde existe un ambiente apolítico en la Ciudad de México, entrelazando elementos prehispánicos. De igual manera, en varias de sus obras se encuentra la fusión de futurismo con lo más antiguo de la cosmogonía mexicana. 
Molina toma elementos canónicos del terror en el cine y la literatura, les da una cotidianidad y un problema existencial para humanizar esos mitos. Las tradiciones prehispánicas logran trascender, debido a la conexión textual expuesta en sus relatos con mitos de otras culturas.
El autor logra establecer una conexión con las coincidencias de las grandes culturas de la humanidad; lo anterior es muy evidente en su libro de cuentos Telaraña (2008).
La Ciudad de México es un escenario habitual, es un puente para el desarrolló de mundos oníricos y fantásticos, ejemplo de ello, son Tiempo lunar y Planetario.
Pese a recurrir al uso de un escenario mexicano, no pretendió crear una literatura nacionalista, tal y como lo harían los de la “Generación Inexistente”(narradores mexicanos nacidos en los 70s).
Sus personajes y sus condiciones son una crítica dura hacia la modernidad, el azar y las coincidencias repercuten en las acciones de los seres humanos en los mundos fantásticos propuestos por Molina en su narrativa.

Entre sus obras se encuentran:

### Antología
- Dispersión multitudinaria: instantáneas de la nueva narrativa mexicana en el fin de milenio (Joaquín Mortiz / Planeta Mexicana, 1997)

- El libro y las nuevas tecnologías (Ediciones del Ermitaño [Yo medito, tú me editas], 2001)
- Almohada para diez (Cal y Arena [Las Armas de Venus], 2004)
- Los mejores cuentos mexicanos: edición 2004 (Joaquín Mortiz / Fundación para las Letras Mexicanas, 2004)
- Des Nouvelles du Mexique (Métailié, 2009)
- Quehacer editorial 4: encuadernadores, libreros, prostíbulos y bibliotecas (Ediciones del Ermitaño [Yo medito, tú me editas] / Solar Ediciones (Quehacer Editorial; 4), 2010)
- Mudanzas (Cal y Arena, 2011)
- Ciudad fantasma: relato fantástico de la Ciudad de México (XIX-XXI) (Almadía, 2013)
- Solo cuento V (Universidad Nacional Autónoma de México / Coordinación de Difusión Cultural [UNAM] / Dirección de Literatura [UNAM], 2013)
- Tierras insólitas: antología de cuento fantástico (Almadía, 2013)

### Cuento
- Mantis religiosa (Aldus,1996)
- Cuentos de terror (Alfaguara,1998)
- Fábula rasa (Conaculta/INBA/ Tusquets, 2001)
- La geometría del caos (Lectorum, 2002)
- Telaraña[17] (UNAM, Textos de Difusión Cultural, Serie Rayuela, 2008)
- La trama secreta. Ficciones, 1991-2011 (FCE,  2012)
- La puerta final[18] (Cuadrivio, 2014)
- Mauricio Molina. Cuento contemporáneo. Material de lectura 133[19] (Dirección de Literatura, UNAM, 2017)
- Cadáveres y ballenas[20] (Leeme, Laboratorio de Tecnologías El Rule, 2020)

### Ensayo
- Breve colección de canciones insurgentes, pasquines, fábulas, sonetos y otros romances ejemplares (Instituto Nacional de Bellas Artes, SEP Cultura, 1985)
- Anastasio María de Ochoa. Poesías de un Mexicano (Instituto Nacional de Bellas Artes, 1987)
- Años luz (UAM, Cultura Universitaria, 1995)
- La memoria del vacío (Universidad Nacional Autónoma de México / Coordinación de Difusión Cultural [UNAM] / Dirección de Literatura [UNAM] (Textos de Difusión Cultural. Serie Diagonal),1998)
- Último siglo. Pasajeros de la literatura del siglo XX (Conaculta/Fondo Regional para la Cultura y las Artes/CECUT, Ensayo, Tijuana, 2004)

### Novela
- Tiempo lunar (Corunda, Osa Mayor, 1993)
- El último refugio (Ediciones del Ermitaño 2003)
- Planetario (Almadía, 2017)

### Obra teatral
- La ballerina y el clochard (2005)

### Poesía
- Blues y otros poemas (UNAM, 1982)